# Кокцеи, Генрих
Генрих Кокцеи (нем. Heinrich von Cocceji; 25 марта 1644, Бремен — 18 августа 1719, Франкфурт-на-Одере) — немецкий юрист. Барон.

## Биография
Родился в 1644 году в Бремене в семье писца Генриха Коха и Люсии Ольденбург, сестры Генри Ольденбурга.
Изучал право в Лейденском университете и в Оксфордском университете. С 1672 года профессор в Гейдельберге, с 1688 года — в Утрехте, с 1690 года нотариус юридического факультета во Франкфурте на Одере. В 1712 году был возведён в имперские бароны. Кокцеи был юрисконсультом многих немецких князей. Его главный труд «Juris publici prudentia» (Франкфурт, 1695) долгое время служил общим руководством при изучении немецкого государственного права. Широко распространена была и его «Autonomia juris gentium» (Франкфурт, 1720). Другие работы Коцеи: «Exercitationes curiosa» (2 т., Лемго, 1727); « Dissertationes varii argumenti» (2 т., Лемго, 1727); «Consilia et deductiones» (2 т., Лемго, 1725—1728); «Grotius illustratus» (Бреславль, 1744—1752).

## Семья
В 1673 году женился Марие Хогвард/Говард. У них родилось трое сыновей, среди которых Самуэль фон Кокцеи, немецкий юрист и государственный деятель.